# Lajab
Lajab är en gewog i Bhutan.   Den ligger i distriktet Dagana, i den centrala delen av landet, 60 kilometer sydost om huvudstaden Thimphu.
I omgivningarna runt Lajab växer i huvudsak blandskog. Runt Lajab är det ganska tätbefolkat, med 65 invånare per kvadratkilometer.